# Sprogændring
Sprogændring er variation i et sprogs egenskaber over tid. Det studeres i flere lingvistiske felter: historisk lingvistik, sociolingvistik og evolutionær lingvistik. Nogle kommentatorer anvender betegnelsen korruption til at indikere at sprogændringen udgør en degradering i sprogets kvalitet, især når ændringen sker fra menneskelige fejl (som det for dansk kendes fra Majonæsekrigen) eller er en præskriptivt frarådet form. Moderne lingvistik støtter normalt ikke denne betegnelse, da sådanne innovationer fra et videnskabeligt synspunkt ikke kan vurderes at være gode eller dårlige.